# Кузнецов, Алексей Фёдорович
Алексе́й Фёдорович Кузнецо́в (24 марта 1928, Малое Приютное, Уральская область — 24 июня 1995, Новокузнецк, Кемеровская область) — директор Кузнецкого металлургического комбината в 1980—1990, 1993—1994 годах, Герой Социалистического Труда (1988).

## Биография
Алексей Фёдорович Кузнецов родился 24 марта 1928 года в селе Малом Приютном Малоприютинского сельсовета Петуховского района Ишимского округа Уральской области, ныне деревня входит в Петуховский муниципальный округ Курганской области. В семье было четверо сыновей.
В 1931 году родители переехали в Кузнецк, где его отец начал работать на строительстве Кузнецкого металлургического комбината, а после пуска комбината — люковым: загружал в домну компоненты чугуна.
В 1942 году, после гибели отца (попал под паровоз), Алексей пришёл вместе с братом Дмитрием работать фрезеровщиком на Кузнецкий машиностроительный завод, который выпускал снаряды и пулемёты Дегтярёва. 
В 1945 году начал учиться в Кузнецком металлургическом техникуме по специальности «Прокатное производство». На третьем курсе поступил еще и в 10-й класс. В 1948 году поступил в Сибирский металлургический институт. После окончания института в 1953 году получил специальность инженера-прокатчика.
С 1953 года Алексей Федорович начал трудиться на Кузнецком металлургическом комбинате (КМК) в листопрокатном цехе, пройдя ступени роста от помощника мастера, заместителя начальника цеха. С 1961 года — начальник листопрокатного цеха. С 1968 года — главный прокатчик КМК. В 1973 году защитил диссертацию на звание кандидата технических наук - Исследование путей повышения эффективности производства среднелистовой стали .
В 1977 году его перевели на работу во Всесоюзное ПО «Союзметаллургпром» Министерства черной металлургии СССР заместителем начальника технического отдела, затем начальником производственного отдела Главного управления металлургических предприятий.
В апреле 1981 году А. Ф. Кузнецов направляется решением Секретариата ЦК КПСС на Кузнецкий металлургический комбинат директором, где проработал до 1995 года.
С 1990 по 1993 годы Кузнецов находился в заграничной командировке в Индии. По возвращении в октябре 1993 года был избран первым председателем Совета директоров АО «КМК» и назначен его Генеральным директором. В 1994 году по состоянию здоровья перешёл работать консультантом по техническим вопросам, оставаясь членом Совета директоров АО «Кузнецкий металлургический комбинат».
Работая директором комбината он проявил свой сильный, принципиальный и в то же время уравновешенный характер в решении многих проблем комбината. Он много уделил внимания экономике комбината, в том числе снижению себестоимости продукции, что дало возможность вывести комбинат из убыточного в прибыльный.
Большое внимание уделялось капитальному строительству за счет собственных средств. Введена УНЛЗ в электросталеплавильном цехе № 2, создан цех шлакопереработки, цех сложной бытовой техники.
При капитальных ремонтах металлургических агрегатов осуществлялось их техническое перевооружение, вводились системы автоматизированного управления.
А. Ф. Кузнецов уделял большое внимание организации быта трудящихся и особенно жилищному строительству. Он увеличил за несколько лет ввод жилья с пяти тысяч квадратных метров до пятидесяти тысяч. Расширил строительство пионерских лагерей, детских садов, санаторных корпусов в Белокурихе. Была построена новая база отдыха «Космонавт», новый Дворец спорта кузнецких металлургов.
Алексей Федорович был прост в обращении со всеми трудящимися, чем завоевал большое уважение к себе.
За большой личный вклад в повышение эффективности производства и проявленную трудовую доблесть Кузнецову А. Ф. присвоено звание Героя Социалистического Труда с вручением Ордена Ленина. Он также награждён Орденом Октябрьской Революции, Орденом Трудового Красного Знамени и медалями.
Алексей Фёдорович Кузнецов умер 24 июня 1995 года. Смерть наступила скоропостижно в результате ишемической болезни сердца в городской больнице № 1 города Новокузнецка Кемеровской области. Похоронен <где?>.

## Награды
- Герой Социалистического Труда, 29 июня 1988 года
  - Орден Ленина № 459882
  - Медаль «Серп и Молот» № 20895
- Орден Октябрьской Революции, 29 марта 1982 года
- Орден Трудового Красного Знамени, 30 марта 1971 года
- Премия Совета Министров СССР
- Заслуженный металлург РСФСР, 1987 год
- Почётный гражданин Новокузнецка, 24 июня 2008 года[4].

## Память
- Улица в Центральном районе города Новокузнецка Кемеровской области, (с 28 февраля 1967 по 9 октября 1995 года ул. Патриса Лумумбы, ранее — проезд Моховой)
- Сквер им. Кузнецова  в городе Новокузнецке, название присвоено в 2019 году
  - Бюст А.Ф. Кузнецова в сквере им. Кузнецова, открыт в 2021 году, автор Богданов Андрей Геннадьевич[5] — 53°44′56″ с. ш. 87°08′41″ в. д.HGЯO
- Мемориальная доска на здании заводоуправления КМК, открыта 14 февраля 1996 года, город Новокузнецк,  площадь Побед, 1 — 53°46′03″ с. ш. 87°05′33″ в. д.HGЯO
- Мемориальная доска по адресу: город Новокузнецк, ул. Кузнецова, 13, открыта 22 марта 1996 года — 53°44′48″ с. ш. 87°08′19″ в. д.HGЯO
- Мемориальная доска на доме, где жил с 1961 по 1988 год: город Новокузнецк, проспект Металлургов, 25, открыта 3 апреля 2018 года — 53°45′18″ с. ш. 87°07′04″ в. д.HGЯO
- Руководством НКМК и профсоюзной организацией «Кузнецкие металлурги» учреждена именная стипендия им. А. Ф. Кузнецова для студентов Кузнецкого металлургического колледжа, ПУ № 11, профессионального лицея № 10.

### Семья
- Братья — Дмитрий, Геннадий и Анатолий Кузнецовы.
- Жена — Зоя Дмитриевна Кузнецова, учитель математики[6]
  - Сын — Сергей Алексеевич Кузнецов (род. 21 февраля 1954 года), доктор технических наук, профессор, внешний управляющий КМК в 1998—1999 годах. Генеральный директор Торэкс-Хабаровск (Амурметалл) с 2017 по 2021 годы.
  - Дочь, была преподавателем Новокузнецкого металлургического техникума, живёт в Анапе.